# أمل مفتي أوغلو
أمل مفتي أوغلو (بالتركية: Emel Müftüoğlu)‏ (ولدت 14 أكتوبر 1961 في أزمير)، مغنية بوب وممثلة.

## حياتها
يعود نسب أمل الي عائلة والدتها بمردفن، وهي ذو أصل يعود إلى أيفون كاراحصار، اما والدها فبسبب عمله كعسكرى فقد تلقت وأنهت تعليمها في المراحل الابتدائية والإعدادية بأماكن مختلفة. وقبل ان تكون مشهورة، فقد عملت لسنوات في اماكن عديدة بكاراحصار.

## عملهابالموسيقي
قد اتخذت أمل اولى خطواتها في حياتها الموسيقية المهنية في عام 1985 ، وذلك من خلال دخولها إحدى مسابقات الموسيقى بجريدة الشمس. وقد اتخذت قرارا بالانضمام مرة أخرى إلى مسابقة موسيقى والمسؤول عنها أردال تشيلك.
وقد قام كل من أمل واردال بتكوين أتيلا اوزدمير اوغلو للفنون، وبعدها قاموا بأصدار ألبومين، إحداهما (العشق الحقيقى) في عام 1985 ، والاخر هو (عزيرى أتاتورك) في عام 1988.
وقد قام كل من أمل وأردال ببدء العمل بمجالات السولو، وبرفع سقف طموحاتهم من خلال تطوير أعمالهم الموسيقية، وبدأ تحقيق ذلك منذ عام 1989.
قاموا بالاتفاق مع شاهين اوزر، وفي 25 سبتمبر 1990 فقد حققوا أرقام قياسية، وذلك من خلال مبيعاتهم بألبوم (تساقط الثلوج)، الذي انتجته إحدى الشركات الموسيقية. وكانت من إحدى أغاني الألبوم كانت (أيهما؟)، وقد كتبت هذه الأغنية التركية على نسق كلمات أغنية يونانية. وبعد ذلك فقد نشر الألبوم الثاني في 5 سبتمبر 1992 ، والمعروف باسم (الصحافة الوهمية).
وعلى الرغم من عدم نجاح الألبوم الأول بصورة كبيرة، الا ان الألبوم الثاني قام بتحقيق أرقام قياسية كبيرة في المبيعات. وكان هذا الألبوم هو الأول من نوعه في بيلبورد، وقاموا بتصوير إحدى الأغاني من هذا الألبوم والذي أخرجها سينان شاتين.
وحتى هذا الوقت فقد كانت كل الكليبات يقوم بتصويرها وأخراجها مديرين، ومخرجين، ومصورين بالتلفزيون. وبالكليب الذي قامت به أمل فقد كان أول كليب يتم اخراجه بشكل سينمائي. وكانت هذه الاغنية هي (الصحافة الوهمية).
وبعد إصدار أول ألبومين لها قامت بأصدار ألبومها الثالث، والذي سمته باسم أمل وقامت به بمفردها في 12 مايو 1994. وقد ألتقطت صور ولوح هذا الألبوم في فرنسا. وقد كانت من الأغاني الموجودة في هذا الألبوم (اخاف)، (لا تجننى)، (يكفى)، (لحنلى). وقد أخرجت كليب (اخاف) مع أكينور بوزكورت، وقد عملته على أكمل وجه. وقد كان هذا الألبوم في ذلك الوقت هو دخل كبير لتركيا.
وبعد عام من أصدار ألبوم أمل، قامت أمل بالتوقيع على عقد بأنتاج ألبوم آخر وذلك في 20 يناير 1995. وقد قامت أمل في هذا الألبوم بأخذ أغنيتين من سيزين أكسو، إحداهما هي أغنية (هوفاردا)، وقد قامت هاتين الأغنيتين بعمل مبيعات كبيرة، ورفع نسبة نجاح الألبوم بنسب عالية.
وقد دخلت بعدها أمل إلى مسابقة (الجائزة الكبرى الأوروبية للفيديو كليب) التي نظمتها قناة ام تى في بين الدول المختلفة في أوروبا، وقد دخلت أمل بين ثلاث مرشحين أتراك بأغنية (هوفارد)، وحصلت بهذه الأغنية على تصويت 16 دولة ب 51 درجة. وقد عرفت العديد من المشاهير في هذه المسابقة مثل: دنيز أرجاك، سراى سفر.
وفي ديسمبر 1995 فقد وقفت سيزين اكسو امام مشجعين أمل، اما من حيث الترتيبات المتخذة، فقد أصدرت أمل ألبوم آخر عرف باسم (الروح لا تسمع) وقامت فيه بالتعامل مع اونو تونش، مراد ياتير. وعلى الرغم من نجاح أغاني مثل (الاصابات لدى) فقد قامت بعدها بالتعاون الموسيقى مع ارجان ساعتشى في أغاني (ألا يولد امل)، (كل ليلة)، إلا أنها بمجرد صدور الألبوم فقد أصيبت بخيبة امل كبيرة حيث أنه لم يباع سوى 150 الف نسخة فقط.
وعقب صدور ألبوم (الروح لا تسمع)، فقد أصدرت ألبوم (خاص بى) في 28 مايو 1998. وقد عملت في هذا الألبوم على إنتاج العديد من الأغاني، وكانت أول أغنية أصدرتها (حسابى) مع نزان أونجل. وبنزول أغنية (خاص بى) فقد زادت نسبة استماع الجمهور لأغنايها، وقد وضعت في مقدمة الألبوم أغاني شهرزاد.
وبعدها بعامين أصدرت أمل ألبومها الثاني، والذي عرف باسم (مرحبا). وفي 2000 فقد خرجت للغناء على المسرح ب (معجزة). وقامت على المسرح بغناء أغنية (هيا، لنلتقى بالخطيئة) لسيزين اكسو، وقامت بتلحينها بجميع اللغات. وكانت هذه أول الأهداف والمبادئ في الألبوم. وقد قامت أمل التي اتخذت أغاني من سردار اورتاش، ودوغوش، بغناء مرة أخرى (ابقى معى)، (لحن لى) من الألبومات القديمة، وبعدها قامت بعمل دويتو غنائي مع تشغرى.
وبإذاعة أغنية (معجزة) لسيزين اكسو على شاشات التلفزيون، فقد بدأ تحميل هذه الأغنية من على صفحات الانترنت في تركيا، وبدأ توزيع السديهات التي تضم هذه الأغنية.
وبالأضافة إلى ذلك فأنه في عام 2000، فقد قامت أمل بالاستمرار بأعمال الاخراج الخلفى للكثر من مغنيين البوب ومنهم أوزر بلاك، وذلك ليس من خلال التعامل مع هويات المقيمين. وقد بدأت بعدها الاهتمام بجمع ما يهم أعمال (التلفزيون، الراديو، الصحافة) وذلك من خلال الغلاف الخارجى للعديد من الألبومات مثل (انا الجريح) لانيل ياركن، (شرحت) لدنيز سكى، (مراد الناجح) لازجاك أوجوندان، (لو يأتى إحداهما) لفولدن أوراس.
وفي 22 نوفمبر 2002 فقد أصدرت ألبوم (أرابيسك). وقد قامت تقريبا في هذا الألبوم بجعل الألبوم بموسيقى هادئة وبسيطة، وقد تعاملت في هذا الألبوم مع ألبر نارمان-فتاح. وبعد هذا التعامل الثنائي قاموا بانتاج العديد من الأغاني المشتركة. وكانت من أكثر الأغاني نجاحا وشهرة على الراديو في ذلك الوقت على الراديو أغنية (التكسيرات) لسيزين أكسو، وأغنية (المصير).
وفي الواقع فقد قامت أمل في 15 ديسمبر 2004، بعمل العديد من الأغاني المنفردة، ورجع هذا لأصرار سيزين أكسو على عمل مشروعهذا الألبوم.
ومن ضمن الأغاني الناجحة في الراديو في ذلك الوقت (جاء الصيف)، (الغصب)، وقد عملت علي هذا الألبوم طوال فترة الصيف، ولكن اقترب صدور الألبوم في بداية العام. وما زال عمل الألبوم يجمع الأصدقاء المقربين لأمل مفتي اوغلو وسمى الألبوم (العار)، والذي تولت عمله وانتاجه سيزين أكسو. وقد اختيرت العديد من الأصوات من اجل عمل الألبوم مثل (أزيل، دنيز سكى، اشن كراجا).
وقد لفت انتباه العديد من الصحف، والمجلات، والتلفزيون حلقات مفتي أوغلو عن (زواج البنات، والتمتع بزواجهم)، والذي صدر في 25 مايو 2007 . وكان ذلك أيضا مع أغاني سيزين اكسو، سوده دمير، الأغاني الخاصة بايدا-متين، وعمل أصوات لكينان دوغلو، وايضا أغاني سيلا جنيش أوغلو.

## البرامج التلفزيونية، المسلسلات، الأفلام
قد بدأت أمل بالانتشار في التلفزيون من خلال قناة ستار لأول مرة عام 1991، والذي اجرى معاها الحوار التلفزيونى فوندا أراس، وقد لعبت العديد من الأدوار في مسلسل التلفزيونى المعروف باسم (الأرامل ميلاد سعيد)، والذي كتب السيناريو نجف أوغورلو. وتلتها تجربة التمثيل الثانية وذلك في عام 1995 ، حيث مثلت في فيلم (السيد أي) والذي اخرجة وكتبه سينان شاتين.
وفي عام 2003 لعبت دور البطولة مع طلعت بولوت، وذلك من خلال أول الأعمال بثا لها على التلفزيون بقناة كنال دى وهو عمل (أشك أولسون/اللعنة). وقد قام باخراج هذا المسلسل ياسمين توركميل، وإلى قام بكتابة السيناريو مصطفى اوغور ياغجى أوغلو وهو كاتب للعديد من سلسلة المسلسلات الناجحة في تركيا.
وبمجرد انتهاء هذا المسلسل فقد كان مشغول بالعديد من المسلسلات الأخرى، وقال محبين المسلسل في هذا الوقت متسائلين (لماذا انتهى؟)
وفي عام 2005 فقد ظهرت أمل لاخر مرة بالتلفزيون لفترة قصيرة وذلك من خلال تلفزيوم شو، وبعدها لعبت دور في مسلسل (الليلة الصامتة) الذي كتبه السيناريست أنجى اولتشاى، والذي قام بتمثيله معها كل من كارتال شدملى، أرسوى جولير.
وبخلاف ذلك فقد قامت بالعديد من البرامج التلفزيونية الثنائية لفترة طويلة مثل: شفتى كفرولمش مع شفك سيزر في صيف 2008، الصباح مع أيملجا مع أديل شيلكر في تى جى ار تى، وأمل اشجودو في قناة كنال دى، وايملجا في أي تى في، وتى في 8 .
وفي سبتمبر 2004 فقد قدمت برنامج تلفزيونى شاركى فيليك عرضت في الصباح، وذلك بالعمل مع دنيز سكى، وكان برنامج نسائي.
وقد لعبت بعدها دور البطولة مع تامر كارادغلى في مسلسل سون أغا الذي عرض في تلفزيون ستار. وبعدها لعبت دور البطولة من خلال مسلسل (خطاب الرئيس)، وذلك بالتعاون مع أحمد أوغورلو في قناة تي ار تي. واعتبارا من سبتمبر 2013، فقد لعبت دور في مسلسل سماع الأطفال الذي عرض في قناة فوكس.

## أعمال السولو (المنفردة)

### ألبوماتها
-سقوط الثلج (25 سبتمبر 1990)
-الصحافة الوهمية (1992)
-ايملجا (1994)
-الروح لا تسمع (1995)
-خاص بى (1998)
-معجزة (2000)
-أرابيسك (2002)
-العار (2004)

## الأغاني الفردية
- هوفاردا (1995).
- الفتيات المرفهمات، الفتيات المتزوجات (25 مايو 2007).

## روابط خارجية
- أمل مفتي أوغلو على موقع ميوزك برينز (الإنجليزية)
- أمل مفتي أوغلو على موقع ديسكوغز (الإنجليزية)